# Traganopsis
Traganopsis é um género botânico pertencente à família Amaranthaceae.
1. ↑  «Traganopsis — World Flora Online». www.worldfloraonline.org. Consultado em 19 de agosto de 2020